# Shikoku Inu
Chó Shikoku (chữ Nhật: 四国犬/Shikoku-inu) là một giống chó cổ xưa có nguồn gốc từ Nhật Bản, nó thuộc giống chó Spitz tương tự như Shiba Inu và Akita Inu.

## Tổng quan
Trong thời kỳ văn hóa nông nghiệp (văn hóa lúa nước) chó bị mất dần vai trò săn bắt và chủ yếu trở thành chó canh gác. Người ta không còn nỗ lực lai tạo chó tiếp nữa. Đó cũng là quan điểm của người Nhật, cứ để cho chúng tự nhiên phát triển theo tác động của thiên nhiên mà không nên thay đổi gì cả. Tại miền tây nam Nhật Bản, Shikoku Inu là giống cho săn và chó canh gác được tôn thờ cao độ. Đặc điểm của giống chó này là vóc dáng giản dị, hoang dã và mạnh mẽ. Chúng có dáng đi nhẹ nhàng, nhanh nhẹn và năng động. Điểm dừng ở giữa trán chúng (một vết lõm dài và nông ở giữa trán) làm cho giống chó này có ánh mắt rất hiền.
Chọn giống chó là giai đoạn thông qua lai tạo, các giống chuẩn đã nhận được vóng dáng đặc thù của chúng. Giai đoạn này diễn ra ở Nhật Bản và cả ở châu Âu vào thế kỷ 17 đến thế kỷ 19. Đây cũng là giai đoạn nước Nhật hoàn toàn đóng kín cửa với thế giới bên ngoài. Vì vậy, chó Nhật cũng hầu như không có bất cứ sự pha trộn nào với giống chó nước ngoài. Một lý do nữa thúc đẩy việc lai tạo chó ở Nhật vào thời kỳ này đó là sự phát triển rộng khắp nghề săn bắn. Các chú chó được coi như những thợ săn độc lập, không phụ thuộc vào chủ mà là đối tác của chủ, của kẻ đầu đàn. Tất cả các giống chó săn của Nhật đều rất khỏe, có khả năng chịu đựng cao và có bộ hàm sắc.